# Point of No Return (Stargate SG-1)
Point of No Return (Sin Regreso en Latinoamérica, Punto Sin Retorno en España) es el decimoprimer episodio de la cuarta temporada de la serie de televisión de ciencia ficción Stargate SG-1, y el septuagésimo séptimo capítulo de toda la serie. 

## Trama
Un excéntrico hombre llamado Martín Lloyd se contacta con el Coronel O'Neill, y le solicita una reunión para hablar sobre el Programa Stargate. A pesar de las sospechas, Jack se reúne con Martín y este le revela muchas cosas sobre el Stargate. Dice si bien no recuerda mucho de su pasado, piensa que proviene de otro planeta, y que llegó hasta a la Tierra mediante una nave. Nadie cree al principio en lo que dice Martín, pero luego de descubrir que unas medicinas que consume están alteradas, Carter y Daniel deciden investigar más a fondo. En tanto, Martín le muestra a O’Neill y a Teal’c unos símbolos que recordó, los cuales resultan ser una dirección de Portal. Paralelo a esto, Daniel y Carter son capturados por sujetos desconocidos, quienes vieron al equipo inspeccionar la casa de Martín, y además descubrieron que Teal'c no era humano. Estas personas intentan averiguar cuanto sabe el equipo de Martín Lloyd.
Por otro lado, O'Neill al no dejar que Martín tome sus medicinas, ocasiona que este recuerde la ubicación de su Nave. Los tres luego parten a buscarla, y al hallarla, descubren que se trata de una cápsula de escape. Martín recuerda que era un soldado de un mundo que luchaba contra un poderoso enemigo, que exigía adoración (los Goa'uld), y que junto a unos compañeros seguramente llegaron a la Tierra luego de su nave principal sufriera un desperfecto. Al recordar que no venía solo, Martín se da cuenta de que quizás fueron sus camaradas quienes modificaron sus medicamentos, y que ahora tienen como rehenes a la Mayor Carter y al Dr. Jackson. Para rescatarlos, Martín activa una señal de la cápsula, lo que hace que sus compañeros alienígenas vayan y se lo lleven, mientras son seguidos por O'Neill y equipos militares. Estas unidades pronto asaltan el almacén adonde llegan los “amigos de Martín”, y rescatan a Carter, a Daniel, y a Martín. No obstante, sus captores escapan y además destruyen la nave de Martín.
El SG-1 después lleva a Martín Lloyd al SGC, donde discan a la dirección que él recordó. Mientras hacen esto, Martín recuerda lo que en verdad paso: Su mundo estaba perdiendo la guerra contra los Goa'uld, y por eso ellos decidieron desertar y huir a la Tierra. Luego de un tiempo, Martín quiso volver y les insistió a los demás a que lo acompañaran, pero se negaron. Por temor a ser descubiertos por las autoridades a causa de Martín, sus amigos decidieron borrarle la memoria con esas pastillas.
Más adelante, en el SGC, marcan la dirección de Portal recordada por Martín, y éste lo cruza junto con O’Neill y Teal'c, descubriendo al otro lado un mundo en ruinas sin señal de vida humana ni Goa'uld. Ahora sabiendo lo que le ocurrió a su mundo, Martín se da cuenta de que no puede volver y decide simplemente regresar a “su” casa, la Tierra.

## Artistas invitados
- Willie Garson como Martin Lloyd.
- Robert Lewis como el Dr. Peter Tanner.
- Matthew Bennett como Ted.
- Teryl Rothery como la Dra. Fraiser.
- Mar Andersons como Bob.
- Francis Boyle como el Sargento Peters.